# Championnat de l'île de Man de football
Le Championnat de l'île de Man de football (Isle of Man Football League en anglais) est une ligue de 27 équipes amateurs de football de l'île de Man, gérée par l'Isle of Man Football Association. La ligue comprend deux divisions, 13 clubs sont engagés dans chacune de ces divisions. Les équipes peuvent être reléguées et promues entre les deux divisions à la fin de chaque saison.
L'équipe tenante du titre est Saint Georges AFC.

## Premier League
La Premier League mannoise (nommé il y a peu « Division One ») est sponsorisée par la compagnie canadienne d'assurances Canada Life Financial.

### Équipes engagées saison 2011-2012
| - Ayre United FC - Castletown Metropolitan FC - Corinthians - Douglas High School Old Boys FC (DHSOB) - Gymnasium FC - Laxey FC - Peel AFC                                  |  | - Ramsey FC - Ramsey Youth Centre Old Boys FC (RYCOB) - Rushen United FC - Saint Georges AFC - Saint Johns United FC - Saint Marys FC | \| Ayre United AFC Corinthians AFC Douglas HSOB AFC Gymnasium FC St Georges AFC St Marys AFC Castletown M. FC Laxey AFC Saint Johns Peel AFC Ramsey AFC RYCOB Rushen United FC \| |
| Ayre United AFC Corinthians AFC Douglas HSOB AFC Gymnasium FC St Georges AFC St Marys AFC Castletown M. FC Laxey AFC Saint Johns Peel AFC Ramsey AFC RYCOB Rushen United FC |  | | |

### Palmarès
| - 1896-97 : Peel AFC - 1897-98 : Douglas Gymnasium - 1898-99 : Ramsey FC - 1899-00 : Ramsey FC - 1900-01 : Ramsey FC - 1901-02 : Ramsey FC - 1902-03 : Douglas Gymnasium - 1903-04 : Douglas Gymnasium - 1904-05 : Douglas Gymnasium - 1905-06 : Douglas Gymnasium - 1906-07 : Peel AFC - 1907-08 : Ramsey FC - 1908-09 : Douglas Wanderers - 1909-10 : Douglas Wanderers - 1910-11 : Ramsey FC - 1911-12 : Ramsey FC - 1912-13 : Ramsey FC - 1913-14 : Castletown FC - 1914-19 : pas de compétition - 1919-20 : Douglas Gymnasium - 1920-21 : Ramsey FC - 1921-22 : Peel AFC - 1922-23 : Castletown FC - 1923-24 : Castletown FC - 1924-25 : Castletown FC - 1925-26 : Rushen United FC - 1926-27 : Ramsey FC - 1927-28 : Colby - 1928-29 : St. Mary's AFC - 1929-30 : Braddan - 1930-31 : Braddan - 1931-32 : Peel AFC - 1932-33 : Peel AFC - 1933-34 : Peel AFC - 1934-35 : Peel AFC - 1935-36 : Rushen United FC - 1936-37 : Braddan - 1937-38 : Braddan - 1938-46 : pas de compétition - 1946-47 : Onchan - 1947-48 : Peel AFC - 1948-49 : Peel AFC - 1949-50 : Castletown FC - 1950-51 : Castletown FC - 1951-52 : Ramsey FC - 1952-53 : Peel AFC - 1953-54 : Peel AFC - 1954-55 : Peel AFC - 1955-56 : RAF Jurby - 1956-57 : Saint Georges AFC - 1957-58 : Peel AFC - 1958-59 : Peel AFC - 1959-60 : Peel AFC - 1960-61 : Saint Georges AFC - 1961-62 : Saint Georges AFC - 1962-63 : Peel AFC - 1963-64 : Peel AFC - 1964-65 : Peel AFC - 1965-66 : Peel AFC - 1966-67 : Douglas High School Old Boys - 1967-68 : Pulrose United - 1968-69 : Pulrose United - 1969-70 : Pulrose United - 1970-71 : Pulrose United - 1971-72 : Peel AFC - 1972-73 : Peel AFC - 1973-74 : Peel AFC - 1974-75 : Peel AFC - 1975-76 : Peel AFC - 1976-77 : Peel AFC - 1977-78 : Rushen United FC - 1978-79 : Rushen United FC - 1979-80 : Rushen United FC - 1980-81 : Rushen United FC - 1981-82 : Castletown FC - 1982-83 : Douglas High School Old Boys - 1983-84 : Peel AFC - 1984-85 : Rushen United FC - 1985-86 : Rushen United FC - 1986-87 : Douglas Gymnasium - 1987-88 : Rushen United FC - 1988-89 : Douglas High School Old Boys - 1989-90 : Douglas High School Old Boys - 1990-91 : Douglas High School Old Boys - 1991-92 : Saint Georges AFC - 1992-93 : Pulrose United - 1993-94 : Saint Georges AFC - 1994-95 : Saint Georges AFC - 1995-96 : St. Mary's AFC - 1996-97 : Douglas High School Old Boys - 1997-98 : St. Mary's AFC - 1998-99 : Castletown FC - 1999-00 : Peel AFC - 2000-01 : Peel AFC - 2001-02 : Peel AFC - 2002-03 : St. Mary's AFC - 2003-04 : Saint Georges AFC - 2004-05 : Saint Georges AFC - 2005-06 : Laxey AFC - 2006-07 : Saint Georges AFC - 2007-08 : Saint Georges AFC - 2008-09 : Saint Georges AFC - 2009-10 : Rushen United FC - 2010-11 : Saint Georges AFC - 2011-12 : Saint Georges AFC - 2012-13 : Saint Georges AFC - 2013-14 : Saint Georges AFC - 2014-15 : Saint Georges AFC - 2015-16 : Saint Georges AFC - 2016-17 : Saint Georges AFC - 2017-18 : Saint Georges AFC - 2018-19 : St. Mary's AF - 2019-20 : annulé pour cause de pandémie Covid-19 - 2021-21 : Corinthians - 2021-22 : Ayre United - 2022-23 : Peel AFC - 2023-24 : Ayre United - 2024-25 : Peel AFC |

### Bilan par clubs
| Club                         | Nombre | Années |
| ---------------------------- | ------ | --- |
| Peel AFC                     | 31     | 1897, 1907, 1922, 1932, 1933, 1934, 1935, 1948, 1949, 1953, 1954, 1955, 1958, 1959, 1960, 1963, 1964, 1965, 1966, 1972, 1973, 1974, 1975, 1976, 1977, 1984, 2000, 2001, 2002, 2023, 2025 |
| Saint Georges AFC            | 19     | 1957, 1961, 1962, 1992, 1994, 1995, 2004, 2005, 2007, 2008,2009, 2011, 2012, 2013, 2014, 2015, 2016, 2017, 2018                                                                          |
| Ramsey AFC                   | 11     | 1899, 1900, 1901, 1902, 1908, 1911, 1912, 1913, 1921, 1927, 1952 |
| Rushen United FC             | 10     | 1926, 1936, 1978, 1979, 1980, 1981, 1985, 1986, 1988, 2010 |
| Castletown FC                | 8      | 1914, 1923, 1924, 1925, 1950, 1951, 1982, 1999 |
| Douglas Gymnasium            | 7      | 1898, 1903, 1904, 1905, 1906, 1920, 1987 |
| Douglas High School Old Boys | 6      | 1967, 1983, 1989, 1990, 1991, 1997 |
| Pulrose United               | 5      | 1968, 1969, 1970, 1971, 1993 |
| Saint Marys AFC              | 5      | 1929, 1996, 1998, 2003, 2019 |
| Braddan AFC                  | 4      | 1930, 1931,1937,1938 |
| Douglas Wanderers            | 2      | 1909, 1910 |
| Ayre United FC               | 2      | 2022,2024 |
| Colby AFC                    | 1      | 1928 |
| Laxey FC                     | 1      | 2006 |
| Corinthians                  | 1      | 2021 |
| Onchan                       | 1      | 1947 |
| RAF Jurby                    | 1      | 1956 |

## Division Two
La seconde Division mannoise (Division Two) est sponsorisée par la compagnie JCK et porte le nom officiel de « JCK Division Two ».

### Équipes engagées saison 2011-2012
| - Braddan FC - Colby FC - Douglas & District FC - Douglas Royal FC - Foxdale FC - Malew FC - Marown FC |  | - Michael United FC - Onchan FC - Police FC - Pulrose FC - Ronaldsway FC - Union Mills FC |

### Derniers vainqueurs de la Division Two
- 2007-2008 : Colby FC
- 2008-2009 : St Johns United FC
- 2009-2010 : Douglas Royal FC
- 2010-2011 : St Johns United FC
- 2011-2012 : Union Mills FC